# 門脇季光
門脇 季光（かどわき すえみつ、1897年（明治30年）1月4日 - 1985年（昭和60年）6月18日）は、日本の外交官、実業家。1955年（昭和30年）3月1日から1957年（昭和32年）1月23日まで外務事務次官。外務省退官後、ホテルニューオータニに入社し社長等を務めた。

## 経歴・人物
島根県八束町（大根島、現在の松江市）出身。門脇虎市の四男として生まれる。旧制島根県立松江中学校、旧制三高を経て、1923年（大正12年）東京帝国大学法学部政治学科を卒業する。翌1924年（大正13年）外務省に入省した。青島領事、駐イラン公使などを経て、1955年（昭和30年）3月1日から1957年（昭和32年）1月23日まで外務事務次官を務めた。日ソ国交回復後、1957年ソ連駐箚特命全権大使に任命される。1959年にはモスクワ駐在のまま、国交回復後のルーマニア特命全権公使を兼務。1961年（昭和36年）イタリア駐箚特命全権大使。1964年（昭和39年）外務省を退官。ホテルニューオータニに入社し副社長となる。1965年（昭和40年）同社社長に昇格。1973年会長、1977年相談役を経て、1984年退任した。この間、1971年から1973年まで日本ホテル協会会長。墓所は多磨霊園。

## 同期
- 太田一郎 (外交官)（外務事務次官）
- 杉原荒太（参議院議員、防衛庁長官、45年外務省条約局長）
- 久保田貫一郎（日韓会談首席代表）